# На којој си страни света/Млади момци из чаршије
На којој си страни света/Млади момци из чаршије је тринаеста сингл-плоча певачице Снежане Ђуришић. Објављена је 13. фебруара 1979. године у издању Југотона.

## Песме
| Страна | Песма                    | Аутори                                       |
| ------ | ------------------------ | -------------------------------------------- |
| А      | На којој си страни света | Милутин Поповић Захар                        |
| Б      | Млади момци из чаршије   | Милутин Поповић Захар (м), Боро Мајданац (т) |